# Кипр на «Евровидении-1996»
Кипр принял участие в сорок первом выпуске телевизионного конкурса Евровидение-1996, который прошёл 18 мая в Спектруме, Осло, Норвегия. Страну представлял греко-киприотский певец Константинос Христофору с песней Mono gia mas ("Только для нас"), написанной Андреасом Гиоргаллисом и Родулой Папаламбриану. По итогам голосования он занял девятое место из 23, заработав 72 очка. Таким образом, песня Mono gia mas стала предшественницей киприотской заявки на Евровидение-1997 Mana mou в исполнении группы Hara и Андреаса Константину. Конкурс был показан CyBC на канале RIK 1 с комментариями Эви Папамихаил. Глашатаем был Мариос Скордис.

## До «Евровидения»

### Национальный финал
Начиная с 1990 года киприотский вещатель Cyprus Broadcasting Corporation (CyBC) организовывал национальные финалы для выбора артиста и песни представлять страну на Евровидение. В 1996 году использование данной процедуры было продолжено. Национальный финал состоялся 5 марта 1996 года в ночном клубе "Монте Капуто" в Лимасоле. Ведущей была Марина Малени-Кириази, а трансляция финала осуществлялась телеканалами RIK 1 и RIK Sat. Восемь песен и семь исполнителей было представлено на национальном финале (Катерина Картозия пела дважды), а победитель был определён голосами комиссии жюри, состоявшей из 20 человек. Александрос Панайи, представитель Кипра на Евровидение-1995, выступал в антракте как поддержка конкурсантов. Харис Анастасиу (Анастасиос) уже представлял Кипр на Евровидение-1990.
| Порядок выступления | Исполнитель        | Название песни | Автор(ы)                                 | Очки | Место |
| ------------------- | ------------------ | -------------- | ---------------------------------------- | ---- | ----- |
| 1                   | Катерина Картозия  | Ke se roto     | Катерина Картозия                        | 78   | 5     |
| 2                   | Михалис Хаджияннис | Trello pedi    | Андрос Папапавлу, Леонидас Маленис       | 139  | 2     |
| 3                   | Софи Кристофиду    | Antecho        | Кораллия Шица, Ильяс Антониадис          | 109  | 4     |
| 4                   | Анастасиос         | Epi gis irini  | Харис Анастасиу                          | 72   | 6     |
| 5                   | Катерина Картозия  | Erota mou      | Теос Каллиас, Гиоргос Каравокирис        | 111  | 3     |
| 6                   | Кирос Лонтос       | Hilies sirines | Кирос Лонтос                             | 54   | 8     |
| 7                   | Константинос       | Mono gia mas   | Андреас Гиоргаллис, Родула Папаламбриану | 162  | 1     |
| 8                   | Йоргос Калопедис   | Kravghi        | Лукас Кристу, Антис Оскис                | 55   | 7     |

### Аудиоквалификация
В начале 1996 года было анонсировано, что Европейским вещательным союзом введено новое правило о квалификации стран-участниц. Все желающие принять участие на Евровидение-1996 должны были разослать через членов жюри аудиокассеты с записанными песнями. Всего поступило 29 кассет, а жюри должно было определить 22 из них на участие в финальном концерте в Осло. От рассылки своей заявки была освобождена Норвегия, как принимающая Евровидение-1996 страна. Данный аудиоотбор проходил 20-21 марта 1996 года и не имел трансляции по радио и/или ТВ. По итогам прослушивания Кипр занял 15-е место, разделив его с Польшей, и набрал 42 очка, включая 12 очков от Греции, что позволило им принять участие в конкурсе. 12 очков Кипр по итогам прослушивания присудил Греции и ноль очков России. Россия присудила Кипру 4 очка.

## На «Евровидении»
После того, как был опубликован окончательный список из 23 стран-участниц, была проведена жеребьёвка, распределившая порядок их выступлений. Константинос выступал пятым, между Португалией и Мальтой. По итогам голосования он занял девятое место из 23, заработав 72 очка, включая 12 очков от Великобритании и Греции. Из-за введения ЕВС нового правила о квалификации, Кипр был допущен к участию в конкурсе 1997 года, как страна с высоким средним баллом за предыдущие четыре конкурса. 12 очков киприотское жюри присудило Португалии. Дирижёром во время исполнения киприотской заявки был Ставрос Лантсиас, автор дебютной киприотской заявки Monika на Евровидение-1981.

### Голосование

#### Аудиоквалификационный раунд
| Очки      | Страна                 |
| --------- | ---------------------- |
| 12 баллов | Греция                 |
| 10 баллов |                        |
| 8 баллов  |                        |
| 7 баллов  |                        |
| 6 баллов  | Словакия               |
| 5 баллов  | - Венгрия Македония    |
| 4 балла   | - Испания МальтаРоссия |
| 3 балла   |                        |
| 2 балла   | Великобритания         |
| 1 балл    |                        |

| Очки      | Страна         |
| --------- | -------------- |
| 12 баллов | Греция         |
| 10 баллов | Великобритания |
| 8 баллов  | Ирландия       |
| 7 баллов  | Мальта         |
| 6 баллов  | Австрия        |
| 5 баллов  | Словакия       |
| 4 балла   | Испания        |
| 3 балла   | Дания          |
| 2 балла   | Венгрия        |
| 1 балл    | Швеция         |